# André-Hubert Fournet
André-Hubert Fournet (Vienne, 6 de dezembro de 1752 — Vienne, 13 de maio de 1834) foi um padre católico romano francês e co-fundador - ao lado de Jeanne-Elisabeth Bichier des Ages - das Irmãs da Cruz. Fournet tinha um desprezo pela religião na infância, mas tornou-se padre devido ao exemplo brilhante e à influência de um tio seu. Mais tarde, ele fugiu da França em 1792, após uma breve prisão durante a Revolução Francesa, após se recusar a fazer o juramento e voltou algum tempo depois, onde conheceu Bichier.
A causa de canonização de Fournet foi aberta pelo Papa Pio IX em 1877 e ele foi intitulado Servo de Deus, enquanto o Papa Bento XV o nomeou Venerável após a confirmação de sua virtude heróica. O Papa Pio XI o beatificou em 1926 e o canonizou pouco depois, em 1933.

## Vida
André-Hubert Fournet nasceu em 6 de dezembro de 1752 em Vienne, filho de Pierre Fournet e Florence Chasseloup. Ele tinha pelo menos uma irmã e seu primo era Julien Augustin Chasseloup de Chatillon (1760-1800). Seu tio Antoine Fournet o batizou na igreja paroquial local em 7 de dezembro.
Fournet achava que a maioria das coisas o aborrecia e a religião em sua infância era algo que ele considerava entediante. Esse desdém pela religião continuou a crescer porque sua mãe insistia para que ele se tornasse padre e ele sempre dizia: "Ainda não vou ser padre ou monge". Fournet fez estudos jurídicos e filosóficos em Poitiers, mas fugiu da escola em sinal de rebelião contra sua mãe e até ingressou nas forças armadas; sua mãe o encontrou e o tirou de lá. Ele não queria procurar empregos e sua caligrafia pobre limitava o escopo da procura de emprego. Seu tio Jean Fournet - um pastor rural - exerceu tal influência sobre ele que ele decidiu se tornar um padre e mais tarde foi ordenado como tal em 1776 antes de ser feito pároco de sua própria cidade natal (sucedendo seu tio) em 1781 para o felicidade de sua mãe que teve seu desejo realizado.
A Revolução Francesa viu ele se recusar a fazer o juramento e ele continuou sua missão pastoral agora ilegal em segredo. Em 6 de abril de 1792 - na Sexta-feira Santa - ele foi preso por suas atividades. Ele recusou ser levado para a prisão em uma carruagem e disse que desde aquele momento, quando Jesus Cristo carregou Sua cruz, convinha que Seus seguidores viajassem a pé. Ele escaparia e em um ponto assumiu o lugar de uma pessoa morta em um esquife. Fournet então fugiu para a Espanha em 1792 e mais tarde retornou em 1797.
Ele conheceu Jeanne-Elisabeth Bichier des Ages em 1798 e colaborou com ela no estabelecimento de sua nova ordem religiosa chamada Irmãs da Cruz. Ele até elaborou a regra monástica de que a nova congregação seguiria. Diz-se que ele - no que foi visto como um milagre - multiplicou alimentos para os membros da nova congregação e seus pupilos várias vezes. Ele se aposentou de suas funções paroquiais em 1820, mas continuou a dirigir a nova ordem até sua morte. De 1820 até sua morte, ele viveu com sua irmã.
Fournet morreu em meados de 1834.

## Santidade
O processo de canonização foi iniciado em 19 de julho de 1877 sob o Papa Pio IX e o sacerdote foi intitulado Servo de Deus como resultado subsequente, enquanto as investigações locais - um processo informativo e apostólico - eram realizadas em Poitiers. A confirmação de sua vida de virtude heróica permitiu que o Papa Bento XV o intitulasse Venerável em 10 de julho de 1921.
O Papa Pio XI confirmou dois milagres a ele e o beatificou em 16 de maio de 1926, enquanto a confirmação de mais dois permitiu que o mesmo papa canonizasse Fournet como um santo em 4 de junho de 1933.